# Campeonato Acreano 2000
In 2000 werd het 71ste Campeonato Acreano gespeeld voor clubs uit de Braziliaanse staat Acre. De competitie werd georganiseerd door de Federação de Futebol do Estado do Acre en werd gespeeld van 4 mei tot 4 augustus. Er werd in twee fases gespeeld en beide kampioenen bekampten elkaar in de finale. Rio Branco werd kampioen.

## Eerste toernooi
| Plaats | Club             | Wed. | W | G | V | Saldo | Ptn. |
| ------ | ---------------- | ---- | - | - | - | ----- | ---- |
| 1.     | Independência    | 5    | 4 | 1 | 0 | 10:0  | 13   |
| 2.     | Rio Branco       | 5    | 3 | 2 | 0 | 7:0   | 11   |
| 3.     | Atlético Acreano | 5    | 2 | 2 | 1 | 5:3   | 8    |
| 4.     | ADESG            | 5    | 1 | 1 | 3 | 4:9   | 4    |
| 5.     | Vasco da Gama    | 5    | 1 | 0 | 4 | 2:8   | 3    |
| 6.     | Andirá           | 5    | 0 | 2 | 3 | 4:12  | 2    |

|  | Geplaatst voor finale |

## Tweede toernooi
| Plaats | Club             | Wed. | W | G | V | Saldo | Ptn. |
| ------ | ---------------- | ---- | - | - | - | ----- | ---- |
| 1.     | Rio Branco       | 5    | 5 | 0 | 0 | 19:3  | 15   |
| 2.     | Andirá           | 5    | 2 | 2 | 1 | 8:3   | 8    |
| 3.     | Independência    | 5    | 2 | 1 | 2 | 7:7   | 7    |
| 4.     | Atlético Acreano | 5    | 2 | 1 | 2 | 6:9   | 7    |
| 5.     | Vasco da Gama    | 5    | 1 | 2 | 2 | 6:9   | 5    |
| 6.     | ADESG            | 5    | 0 | 0 | 5 | 1:16  | 0    |

|  | Geplaatst voor finale |

## Finale
|                  |            |       |               |  |
| 1 augustus' Heen | Rio Branco | 2 – 2 | Independência |  |
| 1 augustus' Heen |            |       |               |  |

|                  |               |       |            |  |
| 4 augustus Terug | Independência | 0 – 3 | Rio Branco |  |
| 4 augustus Terug |               |       |            |  |

### Kampioen
| Campeonato Acreano de 2000      |
| Acre                            |
| ------------------------------- |
| RIO BRANCO Kampioen (34° titel) |